# Guti (Ucraïna)
|  | Per a altres significats, vegeu «Guti». |

Guti (en ucraïnès Гути, en rus Гуты) és una vila de la província de Khàrkiv, Ucraïna. El 2021 tenia 1.661 habitants.